# Divizia Națională 1998-1999
La Divizia Națională 1998-1999 è stata la ottava edizione della massima serie del campionato di calcio moldavo disputato tra l'11 luglio 1998 e il 13 giugno 1999 e concluso con la vittoria dello Zimbru Chișinău, al suo settimo titolo.

## Formula
Per la prima volta sono 10 squadre che disputarono il campionato. Dopo una prima fase di 18 giornate, le prime cinque si qualificarono al girone per il titolo sommando partendo dai punti conquistati nella stagione regolare mentre le rimanenti cinque disputarono un girone di play-out al termine del quale l'ultima venne retrocessa e la penultima disputò uno spareggio contro la seconda classificata della Divizia A.
Le squadre partecipanti alle coppe europee furono quattro: la squadra campione si qualificò alla UEFA Champions League 1999-2000, la seconda classificata e la vincitrice della coppa nazionale alla Coppa UEFA 1999-2000 e un'ulteriore squadra fu ammessa alla Coppa Intertoto 1999.
Il Nistru Otaci, già penalizzato di un punto per non aver fatto giocare la squadra giovanile per due volte, venne espulso dal campionato per non essersi presentato per due volte.

## Squadre
| Squadra                   | Città    | Stadio | Stagione 1997-1998   |
| ------------------------- | -------- | ------ | -------------------- |
| Agro-Goliador Chișinău    | Chișinău |        | 9°                   |
| FC Unisport-Auto Chișinău | Chișinău |        | 7°                   |
| Roma Bălți                | Bălți    |        | 8°                   |
| Moldova Gaz Chișinău      | Chișinău |        | 5°                   |
| Olimpia Bălți             | Bălți    |        | 6°                   |
| Tiligul                   | Tiraspol |        | 2°                   |
| Zimbru Chișinău           | Chișinău |        | Campione di Moldavia |
| Nistru Otaci              | Otaci    |        | 4°                   |
| Sheriff Tiraspol          | Tiraspol |        | Divizia A            |
| Constructorul Chișinău    | Chișinău |        | 3°                   |

## Stagione regolare
|  | Pos. | Squadra                | Pt | G  | V  | N | P  | GF | GS | DR  |
|  | ---- | ---------------------- | -- | -- | -- | - | -- | -- | -- | --- |
|  | 1.   | Zimbru Chișinău        | 45 | 18 | 14 | 3 | 1  | 31 | 4  | +27 |
|  | 2.   | Constructorul Chișinău | 34 | 18 | 10 | 4 | 4  | 20 | 9  | +11 |
|  | 3.   | Tiligul                | 31 | 18 | 9  | 4 | 5  | 22 | 19 | +3  |
|  | 4.   | Sheriff Tiraspol       | 28 | 18 | 7  | 7 | 4  | 30 | 17 | +13 |
|  | 5.   | Olimpia Bălți          | 27 | 18 | 7  | 6 | 5  | 13 | 10 | +3  |
|  | 6.   | Agro-Goliador Chișinău | 18 | 18 | 4  | 6 | 8  | 13 | 24 | -11 |
|  | 7.   | Moldova Gaz Chișinău   | 18 | 18 | 5  | 3 | 10 | 15 | 29 | -14 |
|  | 8.   | Nistru Otaci           | 18 | 18 | 5  | 4 | 9  | 17 | 18 | -1  |
|  | 9.   | Roma Bălți             | 16 | 18 | 5  | 1 | 12 | 11 | 25 | -14 |
|  | 10.  | Unisport-Auto Chișinău | 13 | 18 | 3  | 4 | 11 | 12 | 29 | -17 |

Legenda:

      Ammessa ai play-off
      Ammessa ai play-out
Note:

Tre punti a vittoria, uno a pareggio, zero a sconfitta.

## Fase finale

### Play-off
|  | Pos. | Squadra                | Pt | G  | V  | N  | P  | GF | GS | DR  |
|  | ---- | ---------------------- | -- | -- | -- | -- | -- | -- | -- | --- |
|  | 1.   | FC Zimbru Chișinău     | 61 | 26 | 18 | 7  | 1  | 43 | 9  | +34 |
|  | 2.   | Constructorul Chișinău | 51 | 26 | 15 | 6  | 5  | 30 | 13 | +17 |
|  | 3.   | Tiligul                | 39 | 26 | 11 | 6  | 9  | 26 | 27 | -1  |
|  | 4.   | Sheriff Tiraspol       | 37 | 26 | 9  | 10 | 7  | 39 | 24 | +15 |
|  | 5.   | FC Olimpia Bălți       | 30 | 26 | 7  | 9  | 10 | 14 | 22 | -8  |

### Play-out
|  | Pos. | Squadra                   | Pt | G  | V | N | P  | GF | GS | DR  |
|  | ---- | ------------------------- | -- | -- | - | - | -- | -- | -- | --- |
|  | 6.   | Moldova Gaz Chișinău      | 31 | 24 | 9 | 4 | 11 | 24 | 33 | -9  |
|  | 7.   | Roma Bălți                | 23 | 24 | 6 | 5 | 13 | 17 | 27 | -10 |
|  | 8.   | FC Agro-Goliador Chișinău | 21 | 24 | 4 | 9 | 11 | 15 | 31 | -16 |
|  | 9.   | FC Unisport-Auto Chișinău | 21 | 24 | 5 | 6 | 13 | 16 | 37 | -19 |
|  | 10.  | FC Nistru Otaci           | 18 | 18 | 5 | 4 | 9  | 17 | 18 | -1  |

Legenda:

      Campione di Moldavia
      Qualificata alla Coppa UEFA
      Qualificata alla Coppa Intertoto
      Ammessa allo spareggio
      Retrocessa in Divizia A
Note:

Tre punti a vittoria, uno a pareggio, zero a sconfitta.
Nistru Otaci penalizzato di un punto,.

### Spareggio
Il FC Unisport-Auto Chișinău, penultimo in classifica, avrebbe dovuto giocare lo spareggio per la permanenza in massima serie contro il Migdal Carahasani (secondo classificato della Divizia A) che però rinunciò alla sfida.

## Verdetti
- Campione: Zimbru Chișinău, qualificato alla UEFA Champions League 1999-2000
- Qualificato alla Coppa UEFA: Constructorul Chișinău, Sheriff Tiraspol
- Qualificato alla Coppa Intertoto: Tiligul-Tiras Tiraspol
- Retrocesse in Divizia "A":Nistru Otaci